# Hands up

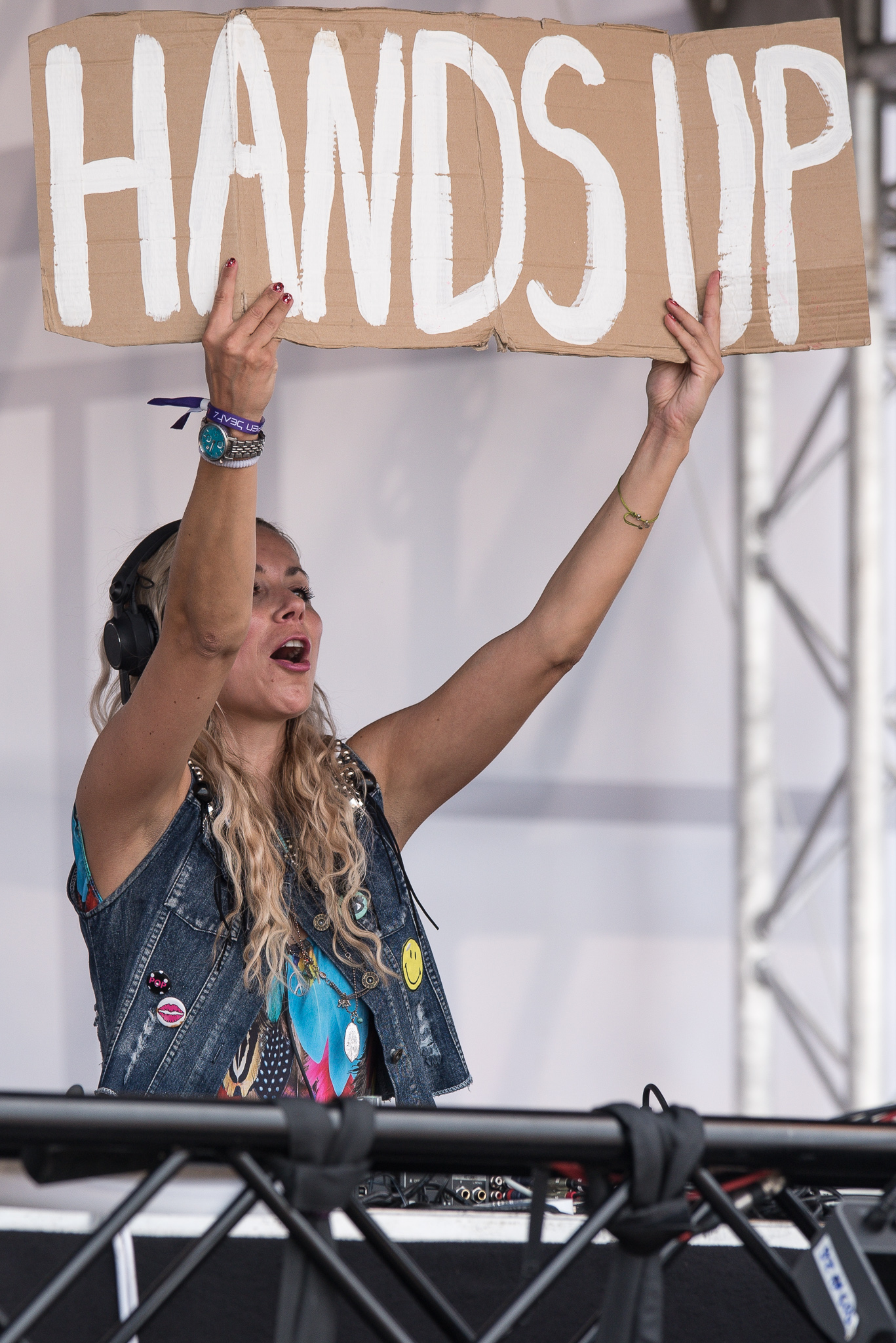
DJane 2elements mit Schild „Hands up“ (2016)

Hands Up ist eine Stilrichtung der elektronischen Tanzmusik, die nach Gesichtspunkten der Massentauglichkeit und Tanzbarkeit ausgerichtet ist.

## Geschichte
Die Musikrichtung bildete sich zuerst Mitte der 1990er bis Anfang der 2000er Jahre in Deutschland  aus verschiedenen Strömungen heraus, hauptsächlich dem Eurodance, Happy Hardcore und Uplifting Trance. Vertreter des Eurodance wie Starsplash (Charly Lownoise & Franky Tunes) und Mark ’Oh werden zuweilen als Vorläufer des Hands Up angesehen. Den kommerziell größten Erfolg hatte die Musik bis Mitte der 2000er Jahre, Scooter schafften es beispielsweise mit Nessaja auf Platz eins der Single-Charts. Auch Künstler wie Groove Coverage, Brooklyn Bounce und Cascada konnten einige Erfolge in den oberen Chartplätzen verbuchen.

## Aufbau und Charakteristik
Das Techno-Magazin Raveline beschrieb Hands Up als „140-BPM Dancemusic, meist mit Sägezahn-Leadsounds, poppigen Hooks, BreakBeat-Loops und Sidechain-Bass“ und nannte unter anderem Rocco & Bass-T, Manian, 89ers, Special D. und The Real Booty Babes als stilbildende Künstler.
Die Synthesizer-Melodien sind oft eingängig und einfach aufgebaut, meist finden SuperSaw-Klänge Verwendung. Häufig wird die Gesangsmelodie mit einem Synthesizer untermalt. Im Gegensatz zum Uplifting Trance werden eher kurze, anschlagsstarke Synthesizertöne verwendet. Hands Up setzt von der Struktur her nicht auf Spannungsaufbau, sondern ist an das typische Strophe-Refrain-Popmusik-Schema angelehnt.
Ein typisches Stilmittel des Hands Up sind gepitchte weibliche oder daraus resultierende feminin wirkende Gesangsstimmen, männlicher Gesang ist ebenfalls verbreitet. Außerdem finden sich verzerrte, zerhackte und sich wiederholende gesprochene Sätze als Merkmal (Beispiel: Jens O. – One More). Jumpkicks aus dem Genre Jumpstyle werden gelegentlich als Variation verwendet. In einigen Produktionen werden Hardstyle-, Electro- und Dubstep-Elemente oder Rap-Teile integriert.

## Verbreitung und kommerzieller Erfolg
Heute sind derartige Produktionen kaum mehr in den oberen Plätzen der Hitparaden zu finden. Regelmäßig erscheinen jedoch Dance-Compilations mit einem hohen Anteil an Hands-Up-Titeln. Das Genre wird überwiegend durch Internetradios, 2000er Partys und Projekte wie „Hands Up Will Never Die“ aufrechterhalten.

## Stiltypische Tracks
- Klubbingman – Revolution (We Call It)
- Groove Coverage – Moonlight Shadow[1]
- Cascada – Everytime We Touch
- Manian – Welcome to the Club
- Rob Mayth – Can I Get a Witness und Feel My Love
- Discotronic – Tricky Disco
- Rocco & Bass-T – Break It Up
- Jan Wayne – Love Is a Soldier
- Italobrothers – Stamp on the Ground
- Special D. – Come with Me
- Starsplash – Free
- Brooklyn Bounce – Loud & Proud
- Ziggy X – Bassdusche
- Aquagen – The Summer Is Calling
- DJ Taylor & Flow – Dance The Planet
- The Hitmen – Like I Love You